# Ankles Aweigh
Ankles Aweigh est une comédie musicale basée sur un livret de Guy Bolton et Eddie Davis, des paroles de Dan Shapiro et une musique de Sammy Fain.
L'intrigue implique la star hollywoodienne Wynne, qui épouse secrètement un pilote de la marine lors du tournage d'un film en Sicile. Elle se déguise en marin et s'embarque sur son navire pour une lune de miel secrète et se retrouvent mêlés à une affaire d'espionnage.
La production originale à Broadway a connu 176 représentations en 1955 et s'est révélée déficitaire.

## Contexte et productions
En 1955, le public s'était habitué aux comédies musicales intégrant parfaitement des scènes de dialogues avec des numéros de musique. Ce retour au divertissement du genre vaudeville, avec blagues burlesques, chœurs et imitations de Marlene Dietrich et Zsa Zsa Gabor "semblait un effort scandaleusement daté", selon Ken Mandelbaum. Rodgers et Hammerstein se sont investis dans le spectacle mais n'ont apporté aucune contribution créative. Pendant les répétitions, le principal comique Myron McCormick, a été remplacé par Lew Parker et Sonny Tufts a été renvoyé à New Haven. Jerome Robbins a passé deux semaines à réorganiser le spectacle à Boston. Le critique d'Allmusic a noté que "le spectacle semblait être un tel retour en arrière" et était "daté".
La comédie musicale a débuté à Broadway au Mark Hellinger Theatre le 18 avril 1955 et s'est terminée le 17 septembre 1955 après 176 représentations. Le spectacle a été dirigé par Fred F. Finklehoffe et chorégraphié par Tony Charmoli, avec une distribution mettant en vedette les vraies sœurs Jane et Betty Kean dans le rôle de Wynne et Elsey, Mark Dawson dans le rôle de Bill, Gabriel Dell dans celui de Spud et Thelma Carpenter dans le rôle du chanteur Chipolata. Les producteurs ont immédiatement publié un message de clôture, mais le propriétaire du théâtre, Anthony Brady Farrell, a décidé de continuer le spectacle avec son propre financement. Les chroniques élogieuses des chroniqueurs de Broadway Walter Winchell et Ed Sullivan n'ont pas généré beaucoup d'effets. Lorsque les salaires ont été diminués pour réduire les pertes au minimum, la plupart des principaux acteurs ont arrêté de se produire en signe de protestation. Après cinq mois de difficultés, le spectacle a finalement été clôturé avec une perte de 340 000 $, ce qui était plus que l'investissement initial.
Le Goodspeed Opera House a relancé la comédie musicale en septembre 1988 avec un nouveau livre de Charles Busch, qui l'a transformé en une satire des comédies musicales des années 1950 et en un hommage affectueux au genre.